# لی جونگ-کاپ
لی جونگ-کاپ (انگلیسی: Li Jong-kap; ۱۸ مارس ۱۹۱۸ – ۱۹۹۳) بازیکن فوتبال اهل کره جنوبی بود.
وی همچنین در تیم ملی فوتبال کره جنوبی بازی کرده‌است.